# Степне (Шосткинський район)
Сте́пне (до 1922 року — Юринівка) — село в Україні, у Ямпільській селищній громаді Шосткинського району Сумської області. До 2020 року орган місцевого самоврядування — Степненська сільська рада. Населення становить 763 осіб.

## Географія
Село Степне розташоване на лівому березі річки Бичиха, неподалік від її витоків, нижче за течією на відстані 2 км розташоване село Феофілівка, на протилежному березі — село Ріг. На південно-східній околиці села бере початок річка Бугровиця, права притока Змудки. Відстань до адміністративного центру селищної громади — 19 км.

## Назва
Раніше село називалось Юринівка, і славилися своїми стельмахами, які майстерно виготовляли колеса, вози й сани.
Щодо назви існує дві версії. Одна говорить про те, що хутір зветься так на честь Юрія. Друга — Юрій, або його мати, втопилися в озері Топило на Юр'єв день, тому хутір має таку назву. У 1919 році уродженець села Степне Роман Севастянович Доля знайшов серед архівних паперів, викинутих з монастирської вежі Новгород-Сіверського, зошити з заголовком «Історія села Юринівка». Їх автор невідомий монах писав: «Селяни не могли терпіти гніт поміщиків, вони тікали, ховалися хто де. Так сталося, що вдова Федора зі своїм сином Юрієм, ховаючись від поміщика, зупинилися за пів-версти від озера на березі болота, яке тяглося на північ майже зо 3 версти. Ця місцевість здалася їм неприступною, вони злагодили тут житло, яке стало притулком і для інших селян. Так виріс хутір і став називатися Юр'євим.

## Історія
Перша згадка в історичних джерелах про село датується 20 квітня 1657 року.
Поселення заснували біглі селяни — кріпаки. Першою оселилася тут жінка Федора (Феодора) зі своїм сином Юрієм. Невдовзі до них стали приєднуватись такі ж біглі селяни. Спочатку був утворений хутір Юр'єв, пізніше перейменований в село Юр'євка, надалі — Юринівка.
За три версти від Юринівки був чоловічий монастир, де жили монахи — самітники. Опікувався ними Феофіл Лукашов, який мав свій хутір Феофілівку. Згодом звістка про Юринівку дійшла до Новгород-Сіверського князя, який визнав ті землі своїми і направив своїх холопів зібрати оброк. Юринівці не визнали влади князя і знищили холопів. Князь спорядив дружину помститися юринівцям. Хто не встиг утекти був убитий, а всі хати спалені».
Між Феофілівкою та Лукашівкою знаходилися ліси, що називалися «Казенним» та «Осиковим». Згодом вони стали називатися за назвами урочищ Дмитрівська дача, Лужки, Царковищі, Рудуха, Ямищі, Дупликівська діброва, Кургани, Ріг, Поляна.
До гетьманства Мазепи в Юринівці була капличка. Юринівці вважалися прихожанами церкви Малого Монастирка. З часів унії юринівці були прихожанами Новгород-Сіверського Спасо-Преображенського монастиря.
Перший раз церква була закрита 1934 року. Потім років два-три використовувалась як колгоспна комора для збіжжя. Вдруге була закрита восени 1943 року. Приблизно у 1946—1948 роках перебудована під клуб, у 1950-х роках розібрана населенням.
Ні Столипінська реформа, ні громадянська війна 1914 року не пройшли мимо села. Монархісти, анархісти, соціалісти здійснювали переворот в умах селян.
У 1901 році в селі Юринівка мешкало 1972 жителя (991 чоловіків та 981 жінок). Село входило до складу Новгород-Сіверського повіту, Дмитровської волості.
З січня 1918 року село перебувало під радянською окупацією.
У 1921 році у селі відбувся перший голодомор.
З 1922 року Юринівка перейменована в село Степне.

У 1933 році село також зазнало голодомору. Ось свідчення Кузюри Тетяни Володимирівни: 
|  | «Наша сім'я важко пережила голод. Збирали і їли конюшину, сережки і листя з липи, щавель, робили з них коржики. Поряд з нами жила сім'я Козлових: батько, мати і п'ятеро дітей. Батько, щоб прогодувати сім'ю, закопав свій урожай в дерев'яних бочках. Коли про це дізналися, все зерно забрали, господаря заарештували і більше його в селі ніхто не бачив. Сім'я голодувала і одна дитина в них померла». |

У 1934 році побудована школа та клуб, відкрили медичний пункт.
У квітні 1933 року на території сільської ради створено чотири колгоспи: ім. Чкалова, ім. Чапаєва, ім. Жовтневої революції, ім. Калініна, які у 1956 році об'єдналися в один — ім. Калініна.
Під час німецько-радянської війни мешканці села Степне захищали Батьківщину від німецько-нацистських загарбників, в ході якої 172 чоловіки загинули, 173 — нагороджені орденами та медалями.
6 вересня 1943 року село звільнено від німецько-нацистських загарбників силами 193-ї та 354-ї стрілецьких дивізій.
7 листопада 1956 року у селі відкритий Меморіальний комплекс: Братська могила радянських воїнів і Пам'ятник землякам загиблим у роки німецько-радянської війни.
Постановою Кабінету Міністрів України від 12 січня 1993 року № 17-р територія сільської ради віднесена до 4-ї категорії радіоекологічного контролю внаслідок аварії на Чорнобильській АЄС.

## У Незалежній Україні
У 1992 році проведена реорганізація колгоспу ім. Калініна в КСПП «Колос», який припинив свою діяльність 2000 року.
12 червня 2020 року, відповідно до розпорядження Кабінету Міністрів України № 723-р «Про визначення адміністративних центрів та затвердження територій територіальних громад Сумської області», село увійшло до складу Ямпільської селищної громади.
19 липня 2020 року, в результаті адміністративно-територіальної реформи та ліквідації Ямпільського району, село увійшло до складу новоутвореного Шосткинського району.

## Інфраструктура
На території сільської ради з 2001 року немає жодного господарчого утворення.
269 господарств ведуть особисте селянське підсобне господарство.
Зареєстровані і працюють 11 приватних підприємців, 8 з них займаються торгівлею, 1 орендує став, 1 виготовляє меблі та інші столярні вироби, 1 утримує пилораму та надає сільськогосподарські послуги.
На території сільської ради працюють:
- загальноосвітня школа І—ІІІ ступенів, при якій створена дошкільна група;
- пошта;
- сільський Будинок культури;
- сільська філія Ямпільської ЦБС;
- фельдшерсько-акушерський пункт;
- сільська рада.

## Видатні особи
- Агій Сергій Іванович  (5 жовтня 1974 — 20 жовтня 2023, с. Красногорівка Покровського району Донецької області) — український військовик, учасник російсько-української війни[3].
- Остапенко Микола Миколайович, 1939 року народження — директор Ізюмського оптико-механічного заводу, нагороджений орденом «Знак Пошани», медалями «За доблесну працю», «За освоєння цілини», Лауреат Державної премії, член — кореспондент Академії наук України, його прізвище занесено в книгу «Золота еліта України».
- Шило Петро Володимирович, 1958 року народження, очолював підрозділ спеціального призначення Міністерства Юстиції Російської Федерації в Архангельській області. Має 11 нагород, 3 з них — урядові. Має звання Герой Російської Федерації.
- Шевцов Владислав Петрович (1999—2022) — військовослужбовець Національної гвардії України, учасник російсько-української війни, що трагічно загинув під час російського вторгнення в Україну 2022 року.
- Якушева Антоніна Григорівна, 1935 року народження, вчитель Степненської ЗОШ І-ІІІ ступенів. Нагороджена ювілейною медаллю «За доблесний труд», медаллю А. С. Макаренка, відмінник народної освіти. У 1981 році Указом Президії ВР УРСР їй присвоєно звання «Заслужений вчитель УРСР».